# أودنتون (ماريلند)
أودنتون (بالإنجليزية: Odenton CDP, Maryland) هي منطقة سكنية تقع بولاية ماريلند في الولايات المتحدة. تبلغ مساحتها 38.24 كم2، وترتفع عن سطح البحر 48 م، بلغ عدد سكانها 37,132 نسمة في عام 2010 حسب إحصاء مكتب تعداد الولايات المتحدة وتصل الكثافة السكانية فيها 971 نسمة لكل كيلومتر مربع (2,514.9/ميل2).

## التركيبة السكانية
حدّد مكتب تعداد الولايات المتحدة بيانات التركيبة السكانية لأودنتون في تعداد الولايات المتحدة. في ما يلي، التركيبة السكانية حسب تعدادي 2000 و2010.

### تعداد عام 2000
بلغ عدد سكان أودنتون 20,534 نسمة بحسب تعداد عام 2000، وبلغ عدد الأسر 7,594 أسرة وعدد العائلات 5,553 عائلة مقيمة في المنطقة السكنية. في حين سجلت الكثافة السكانية 537 نسمة لكل كيلومتر مربع (1,390.8/ميل2). وبلغ عدد الوحدات السكنية 7,900 وحدة بمتوسط كثافة قدره 206.6 لكل كيلومتر مربع (535.1/ميل2).
وتوزع التركيب العرقي للمنطقة السكنية بنسبة 80.15% من البيض و12.76% من الأمريكيين الأفارقة و0.37% من الأمريكيين الأصليين و3.06% من الأمريكيين ذوي الأصول الآسيوية و0.08% من سكان جزر المحيط الهادئ و0.98% من الأعراق الأخرى و2.61% من عرقين مختلطين أو أكثر و2.77% من الهسبانيون أو اللاتينيون من أي عرق.
بلغ عدد الأسر 7,594 أسرة كانت نسبة 41.3% منها لديها أطفال تحت سن الثامنة عشر تعيش معهم، وبلغت نسبة الأزواج القاطنين مع بعضهم البعض 58.8% من أصل المجموع الكلي للأسر، ونسبة 10.5% من الأسر كان لديها معيلات من الإناث دون وجود شريك، بينما كانت نسبة 3.8% من الأسر لديها معيلون من الذكور دون وجود شريكة وكانت نسبة 26.9% من غير العائلات. تألفت نسبة 19.7% من أصل جميع الأسر من عدة أفراد يعيشون في نفس المنزل ونسبة 4.2% كانت تتألف من شخص يعيش بمفرده يبلغ من العمر 65 عاماً أو أكثر. وبلغ متوسط حجم الأسرة المعيشية 2.70، أما متوسط حجم العائلات فبلغ 3.13.
بلغ العمر الوسطي للسكان 33.1 عاماً. وكانت نسبة 26.9% من القاطنين تحت سن الثامنة عشر، وكانت نسبة 7% بين الثامنة عشر والرابعة والعشرين عاماً، ونسبة 38.7% كانت واقعةً في الفئة العمرية ما بين الخامسة والعشرين والرابعة والأربعين عاماً، ونسبة 20.5% كانت ما بين الخامسة والأربعين والرابعة والستين، ونسبة 6.7% كانت ضمن فئة الخامسة والستين عاماً فما فوق. يوجد لكل 100 أنثى 95.1 ذكر، ويوجد لكل 100 أنثى في الثامنة عشر من عمرها فما فوق 91.9 ذكر.
بلغ متوسط دخل الأسرة في المنطقة السكنية 66,338 دولارًا، أما متوسط دخل العائلة فبلغ 69,765 دولارًا. وكان متوسط دخل الذكور 46,186 دولارًا مقابل 33,230 دولارًا للإناث. وسجل دخل الفرد الخاص بالمنطقة السكنية 26,357 دولارًا. وكانت نسبة 1.4% من العائلات ونسبة 2.1% من السكان تحت خط الفقر، وكان من هؤلاء نسبة 1.1% تحت سن الثامنة عشر ونسبة 5.1% في الخامسة والستين من العمر وما فوق.

### تعداد عام 2010
بلغ عدد سكان أودنتون 37,132 نسمة بحسب تعداد عام 2010، وبلغ عدد الأسر 14,672 أسرة وعدد العائلات 9,791 عائلة مقيمة في المنطقة السكنية. في حين سجلت الكثافة السكانية 971 نسمة لكل كيلومتر مربع (2,514.9/ميل2). وبلغ عدد الوحدات السكنية 15,319 وحدة بمتوسط كثافة قدره 400.6 لكل كيلومتر مربع (1,037.5/ميل2).
وتوزع التركيب العرقي للمنطقة السكنية بنسبة 65.28% من البيض و23.02% من الأمريكيين الأفارقة و0.39% من الأمريكيين الأصليين و5.48% من الأمريكيين ذوي الأصول الآسيوية و0.13% من سكان جزر المحيط الهادئ و1.60% من الأعراق الأخرى و4.10% من عرقين مختلطين أو أكثر و5.86% من الهسبانيون أو اللاتينيون من أي عرق.
بلغ عدد الأسر 14,672 أسرة كانت نسبة 35.9% منها لديها أطفال تحت سن الثامنة عشر تعيش معهم، وبلغت نسبة الأزواج القاطنين مع بعضهم البعض 50.5% من أصل المجموع الكلي للأسر، ونسبة 12.4% من الأسر كان لديها معيلات من الإناث دون وجود شريك، بينما كانت نسبة 3.9% من الأسر لديها معيلون من الذكور دون وجود شريكة وكانت نسبة 33.3% من غير العائلات. تألفت نسبة 26.5% من أصل جميع الأسر من عدة أفراد يعيشون في نفس المنزل ونسبة 7.7% كانت تتألف من شخص يعيش بمفرده يبلغ من العمر 65 عاماً أو أكثر. وبلغ متوسط حجم الأسرة المعيشية 2.53، أما متوسط حجم العائلات فبلغ 3.09.
بلغ العمر الوسطي للسكان 35.7 عاماً. وكانت نسبة 24.8% من القاطنين تحت سن الثامنة عشر، وكانت نسبة 7.2% بين الثامنة عشر والرابعة والعشرين عاماً، ونسبة 33.6% كانت واقعةً في الفئة العمرية ما بين الخامسة والعشرين والرابعة والأربعين عاماً، ونسبة 24.5% كانت ما بين الخامسة والأربعين والرابعة والستين، ونسبة 9.9% كانت ضمن فئة الخامسة والستين عاماً فما فوق. وتوزع التركيب الجنسي للسكان بنسبة 47.7% ذكور و52.3% إناث.